# Жовнівська сільська рада
Жо́внівська сільська́ ра́да — адміністративно-територіальна одиниця та орган місцевого самоврядування в Бережанському районі Тернопільської області. Адміністративний центр — село Жовнівка.

## Загальні відомості
- Територія ради: 8,363 км²
- Населення ради: 469 осіб (станом на 2001 рік)
- Територією ради протікає річка Ценівка

## Населені пункти
Сільській раді були підпорядковані населені пункти:
- с. Жовнівка

## Склад ради
Рада складалася з 14 депутатів та голови.
- Голова ради: Квасницька Ганна Миронівна
- Секретар ради: Мельник Надія Іванівна

### Керівний склад попередніх скликань
| Прізвище, ім'я, по батькові | Основні відомості                                                 | Дата обрання | Дата звільнення |
| --------------------------- | ----------------------------------------------------------------- | ------------ | --------------- |
| Квасницька Ганна Миронівна  | Сільський голова, 1961 року народження, освіта вища, позапартійна | 26.03.2006   | 31.10.2010      |
| Квасницька Ганна Миронівна  | Сільський голова, 1961 року народження, освіта вища, позапартійна | 31.10.2010   |                 |

Примітка: таблиця складена за даними сайту Верховної Ради України

### Депутати
За результатами місцевих виборів 2010 року депутатами ради стали:

#### За суб'єктами висування
| Суб'єкт висування | Кількість обраних депутатів | %   |
| ----------------- | --------------------------- | --- |
| Самовисування     | 16                          | 100 |

#### За округами
| № округу | Прізвище, ім'я, по батькові     | Дата визнання обраним | Освіта             | Партійна приналежність | Відомості про обраного депутата                                              |
| -------- | ------------------------------- | --------------------- | ------------------ | ---------------------- | ---------------------------------------------------------------------------- |
| 1        | Матіїшин Роман Петрович         | 26.11.2012            | середня спеціальна | позапартійний          | тимчасово не працює                                                          |
| 2        | Марущак Василь Павлович         | 02.11.2010            | вища               | позапартійний          | фірма «Ленком Україна», шофер                                                |
| 3        | Гусак Віталій Григорович        | 02.11.2010            | незакінчена вища   | позапартійний          | Тернопільський національний педагогічний університет ім. В. Гнатюка, студент |
| 4        | Бубняк Ростислав Іванович       | 26.11.2012            | вища               | позапартійний          | тимчасово не працює                                                          |
| 5        | Чорний Андрій Миронович         | 02.11.2010            | незакінчена вища   | позапартійний          | БАТІ, студент                                                                |
| 6        | Метельський Андрій Васильович   | 26.11.2012            | незакінчена вища   | позапартійний          | студент                                                                      |
| 7        | Манзій Ігор Володимирович       | 02.11.2010            | середня спеціальна | позапартійний          | ст. Тернопіль, Львівської залізничної дороги, помічник машиніста електровоза |
| 8        | Пасемник Ігор Богданович        | 02.11.2010            | незакінчена вища   | позапартійний          | ТНЕУ, студент                                                                |
| 9        | Матвіїшин Андрій Петрович       | 02.11.2010            | середня спеціальна | позапартійний          | тимчасово не працює                                                          |
| 10       | Костецька Марія Іванівна        | 02.11.2010            | вища               | позапартійна           | ТОВ «Жива земля Потутори», бухгалтер                                         |
| 11       | Пасемник Василь Ігорович        | 02.11.2010            | вища               | позапартійний          | тимчасово не працює                                                          |
| 12       | Морозов Володимир Олександрович | 02.11.2010            | незакінчена вища   | позапартійний          | ТНЕУ, студент                                                                |
| 13       | Музика Андрій Михайлович        | 02.11.2010            | незакінчена вища   | позапартійний          | Тернопільський національний педагогічний університет ім. В. Гнатюка, студент |
| 14       | Урбан Руслана Василівна         | 02.11.2010            | вища               | позапартійна           | Сільська рада, землевпорядник                                                |
| 15       | Осіян Тетяна Сергіївна          | 02.11.2010            | середня            | позапартійна           | Народний дім с. Жовнівка, завідувач                                          |
| 16       | Верховський Тарас Васильович    | 02.11.2010            | незакінчена вища   | позапартійний          | Європейський університет м. Тернопіль, студент                               |